# パナソニック液晶ディスプレイ
パナソニック液晶ディスプレイ株式会社は、かつて存在した薄形テレビ向け液晶パネルの製造及び販売会社。本社は兵庫県姫路市。
沿革欄にあるとおり、元は日立ディスプレイズと松下電器産業（現・パナソニックホールディングス）、東芝の共同出資によって設立された会社だったが、2008年3月に松下電器が東芝の保有株式を買い取り、出資比率を高めた。そして2010年6月30日、日立ディスプレイズが会社分割によって「株式会社IPSアルファ支援会社」を新設し全株式を支援会社に譲渡、パナソニックと日立製作所が支援会社の全株式を取得した（パナソニック94%・日立製作所6%）。その結果、実質的な出資比率はパナソニック92%・日立製作所3%・DBJ新産業創造投資事業組合など少数株主が5%となり、経営権が日立ディスプレイズからパナソニックに移った。
2022年4月のパナソニックの持株会社制移行に伴い、インダストリー社の事業を基に発足したパナソニック インダストリー株式会社の子会社となった。

## 事業概要
テレビ用アモルファスTFT液晶パネルの製造、設計、販売を行っている。
主にパナソニック「VIERA」向けに23型以上の液晶パネルを製造し、「IPSαパネル」として出荷している。23型未満の液晶パネルについては、隣接する日立ディスプレイズの工場が受け持っている。以前は東芝「REGZA」、日立「Wooo」にも搭載されていたが、前述の通り東芝が株式をパナソニックに売却・撤退したため、現在はなくなっている。
生産開始当初の生産能力は160万台/年であったが、薄型テレビの需要拡大に対応するため、2007年1月に250万台/年、2007年9月に500万台/年、2008年7月に600万台/年に引き上げられた。（台数はいずれも32型換算）
2008年2月には兵庫県姫路市の出光興産姫路製油所跡地（シャープの液晶新工場の候補地の1つでもあった）に新工場を建設し、2010年1月に操業開始することを発表した。新工場は第8世代のガラス基板を使ったパネルの生産を行ない、2013年度までに32型換算で1500万台/年の生産能力を持たせていた。
2023年3月に事業を停止。パナソニックホールディングスは2023年7月31日に、同年8月31日にパナソニック液晶ディスプレイを解散した上で、特別清算を申請する事を発表。パナソニック液晶ディスプレイは2023年9月19日に神戸地方裁判所姫路支部へ特別清算を申請した。負債総額は5836億円。

## 沿革
- 2004年10月 - 当社の前身となる株式会社日立液晶TVディスプレイ設立。当初は日立ディスプレイズの子会社であった。
- 2005年1月 - 松下電器産業・東芝の出資を受け、社名を株式会社IPSアルファテクノロジへ変更。
- 2006年
  - 5月 ‐ 千葉県茂原市の工場で生産開始。
  - 6月 - チェコ共和国に現地法人「IPS Alpha Technology Europe, s.r.o.」を設立。
- 2007年
  - 1月 - 生産能力を250万台/年に増強。
  - 7月 - IPS Alpha Technology Europe, s.r.o.で生産開始。
  - 9月 - 生産能力を500万台/年に増強。
- 2008年
  - 3月 - 東芝が保有株式を松下電器産業へ売却。
  - 4月 - 子会社「株式会社IPSアルファテクノロジ姫路」（本店は茂原市）を設立。
  - 7月 - 生産能力を600万台/年に増強。
- 2010年
  - 4月 - 子会社「株式会社IPSアルファテクノロジ姫路」のG8.5ラインで量産開始。
  - 6月 - 日立ディスプレイズが支援会社を設立して全保有株式を譲渡。支援会社にパナソニックと日立製作所が出資し、パナソニックが経営権を掌握。
  - 10月 - IPSアルファテクノロジ姫路及びIPSアルファ支援会社を吸収合併し、パナソニック液晶ディスプレイ株式会社に商号変更、本店を兵庫県姫路市に移転[6]。
- 2012年3月 -  茂原工場生産終了。JDIに売却。
- 2013年1月 - チェコ・マレーシア工場生産終了。
- 2014年6月 - 姫路工場拠点集約。
- 2023年
  - 3月 - 事業停止。
  - 9月 - 神戸地方裁判所姫路支部へ特別清算を申請。